# The Settlers II
The Settlers II (németül: Die Siedler II), megjelent The Settlers II: Veni, Vidi, Vici néven, 1996-os valós idejű stratégiai játék, amit a Blue Byte Software fejlesztett és publikált MS-DOS platformra. A játék a The Settlers sorozat második játéka, a sorozat első játéka 1993-ban jelent meg The Settlers néven. 2009-ben a GOG.com-on megjelent a Gold edition kiadása a játéknak.

## Fordítás
- Ez a szócikk részben vagy egészben  a   The Settlers II című angol Wikipédia-szócikk ezen változatának fordításán alapul.  Az eredeti cikk szerkesztőit annak laptörténete sorolja fel. Ez a jelzés csupán a megfogalmazás eredetét és a szerzői jogokat jelzi, nem szolgál a cikkben szereplő információk forrásmegjelöléseként.